# Brachythecium laevipes
Brachythecium laevipes là một loài rêu trong họ Brachytheciaceae. Loài này được Cardot & Thér. mô tả khoa học đầu tiên năm 1906.